# Rekowo Dolne
Rekowo Dolne (kaszb. Dólné Rekòwò; niem. Emilshof) – część miasta Redy (dawna wieś kaszubska) położona przy południowej krawędzi Kępy Puckiej i na trasie linii kolejowej Reda-Puck-Hel (stacja kolejowa PKP „Reda Rekowo”). Główną osią komunikacyjną dzielnicy jest ulica Długa. Połączenie z centrum miasta umożliwiają autobusy wejherowskiej komunikacji miejskiej.
Wyodrębnione od Rekowa (Górnego) w 1973 roku; Rekowo Górne weszło w skład nowo utworzonej Gminy Puck, a Rekowo Dolne w skład nowo utworzonej gminy Żelistrzewo. Po zniesieniu gminy Żelistrzewo 15 stycznia 1976, Rekowo Dolne włączono do gminy Puck jako samodzielne sołectwo.
1 stycznia 1998 roku Rekowo Dolne włączono w granice administracyjne miasta Redy.